# Liste der Bodendenkmäler in Winterberg
Die Liste der Bodendenkmäler in Winterberg enthält die denkmalgeschützten unterirdischen baulichen Anlagen, Reste oberirdischer baulicher Anlagen, Zeugnisse tierischen und pflanzlichen Lebens und paläontologischen Reste auf dem Gebiet der Stadt Winterberg im Hochsauerlandkreis in Nordrhein-Westfalen (Stand: September 2020). Diese Bodendenkmäler sind in Teil B der Denkmalliste der Stadt Winterberg eingetragen; Grundlage für die Aufnahme ist das Denkmalschutzgesetz Nordrhein-Westfalen (DSchG NRW).
| Bild | Bezeichnung                           | Lage                                                                                   | Beschreibung | Bauzeit | Eingetragen seit | Denkmal- nummer |
| ---- | ------------------------------------- | -------------------------------------------------------------------------------------- | ------------ | ------- | ---------------- | --------------- |
|      | Landwehr bei Neuastenberg             | bei Neuastenberg Lenneplätze                                                           |              |         | 20.03.1990       | 1               |
|      | Wegesperre bei Altastenberg           | Altastenberg zwischen Nordenau und Altastenberg                                        |              |         | 14.03.1990       | 2               |
|      | Wegesperre am Lagerstein/Katernkopf   | Winterberg im Verlauf der alten von Winterberg nach Liesen/Hallenberg führenden Straße |              |         | 24.04.1990       | 3               |
|      | Kirchruine                            | Kernstadt Wüstung Wernsdorf                                                            |              |         | 09.10.1985       | 4               |
|      | Wüstung Neuer Hagen                   | Niedersfeld Wüstung Neuer Hagen                                                        |              |         | 18.10.1990       | 5               |
|      | Hohlweg bei Grönebach                 | Grönebach                                                                              |              |         | 07.06.1994       | 6               |
|      | Hohlwege bei Schmelzhütte             | Langewiese                                                                             |              |         | 02.06.1994       | 7               |
|      | Hohlwege - Hohlwegbündel „Am Homberg“ | Züschen                                                                                |              |         | 23.09.1999       | 8               |
|      | Kranebuche                            | Züschen                                                                                |              |         | 01.12.2004       | 9               |
|      | Sonneborn                             | Züschen                                                                                |              |         | 01.12.2004       | 10              |
|      | Hohlweg Heidenstraße                  | Winterberg                                                                             |              |         | 06.07.1993       | 11              |
|      | Ortswüstung Reninghausen              | Siedlinghausen                                                                         |              |         | 11.03.2009       | 12              |
|      | Steinbruch Helleköpfchen              | Züschen                                                                                |              |         | 16.10.2014       | 13              |